# From Scratch (serie de televisión)
From Scratch es una miniserie estadounidense creada por Attica Locke y Tembi Locke basada en las memorias de Tembi Locke del mismo nombre para Netflix. Attica Locke se desempeña como showrunner de la serie, protagonizada por Zoe Saldaña y Eugenio Mastrandrea, y consta de ocho episodios. Se estrenó en octubre de 2022.

## Reparto y personajes

### Principal
- Zoe Saldaña como Amy "Amashe" Wheeler
- Eugenio Mastrandrea como Lino Ortolano.
- Danielle Deadwyler como Zora Wheeler.
- Keith David como Hershel Wheeler.
- Kellita Smith como Lynn.
- Judith Scott como Maxine.
- Lucía Sardo como Filomena.
- Paride Benassai como Giacomo Ortolano.
- Roberta Rigano como Biagia Ortolano.

### Periódico
- Terrell Carter como Ken.
- Medalion Rahimi como Laila.
- Jonathan Del Arco como David.
- Peter Mendoza como Andreas.
- Lorenzo Pozzan como Felipe.
- Jonathan D. King como Silvio.
- Saad Sidiqui.

### Invitado
- Giacomo Gianniotti como Giancarlo.
- Elizabeth Anweis como Chloe Lim.
- Kassandra Clementi como Carolina.
- Rodney Gardiner como Preston.

## Producción

### Desarrollo
La serie se anunció el 7 de noviembre de 2019. Zoe Saldaña estaba lista para protagonizar y producir la serie. La serie es creada y producida por Attica Locke y Tembi Locke. Reese Witherspoon, Lauren Neustadter, Richard Abate, Jermaine Johnson y Will Rowbotham también actúan como productores ejecutivos. Nzingha Stewart, Guy Louthan, Emily Ferenbach, Cisely Saldaña y Mariel Saldaña producen.

### Casting
Junto con el anuncio de la serie, se eligió a Zoe Saldaña. En abril de 2021, Eugenio Mastrandrea, Danielle Deadwyler, Keith David, Kellita Smith, Judith Scott, Lucia Sardo, Paride Benassai y Roberta Rigano estaban listos para protagonizar. Un mes después, Terrell Carter, Medalion Rahimi, Jonathan Del Arco, Peter Mendoza, Lorenzo Pozzan y Jonathan D. King se agregaron como recurrentes. Giacomo Gianniotti, Elizabeth Anweis, Kassandra Clementi y Rodney Gardiner fueron las estrellas invitadas. En julio de 2021, Saad Siddiqui se unió al elenco como recurrente.

### Rodaje
El rodaje comenzó en Los Ángeles el 5 de abril de 2021 y se trasladó a Florencia, Italia, en julio. La producción finalizó el 7 de agosto de 2021.